# Chinhoyi
Chinhoyi (ancienne Sinoia) est une ville du Zimbabwe et la capitale de la province du Mashonaland occidental au centre-nord du Zimbabwe, dans le district de Makonde. Elle compte 90 800 habitants en 2022 et est principalement une ville universitaire. Les grottes et le parc national de Chinhoyi, situés à proximité, constituent une attraction touristique.
Durant l'ère coloniale, la ville fut appelée Sinoia, d'après Tjinoyi, un chef Lozwi/Rozwi. Le nom fut épelé et orthographié Sinoia en 1906 par les colons blancs avant d'être réorthographié Chinhoyi en 1982.

## Emplacement
Chinhoyi se situe sur la rive occidentale de la Manyame (en), dans le district de Makonde (en), dans la province du Mashonaland occidental, au centre-nord du Zimbabwe. Elle se trouve à environ 116 km au nord-ouest de Harare par la route, la capitale du Zimbabwe et la plus grande ville du pays. Chinhoyi se trouve sur la route principale, l'autoroute A-1, entre Harare et Chirundu, à la frontière avec la Zambie, à environ 240 km au nord-ouest de Chinhoyi.
Les coordonnées géographiques de Chinhoyi sont les suivantes : 17° 20' 59" S, 30° 11' 40" E. Chinhoyi se trouve à une altitude moyenne de 1 187 m au-dessus du niveau de la mer.
Plusieurs petites villes se trouvent à proximité de Chinhoyi. Banket (en) (25 km au sud-est, sur la route de Harare, tandis qu'Alaska (en) se trouve à environ 15 km à l'ouest, et Lion's Den (en) à 25 km au nord-ouest, sur la route de Chirundu.

## Vue d'ensemble
Chinhoyi est la capitale de la province du Mashonaland occidental, l'une des dix provinces administratives du Zimbabwe. C'est également le siège du district de Makonde (en), l'un des six districts de la province.
C'est une ville universitaire, qui accueille deux des principales universités du pays : la Chinhoyi University of Technology (en) (CUT) et la Zimbabwe Open University (en) (ZOU). Les principales écoles secondaires de Chinhoyi comprennent les trois lycées publics : Chinhoyi High School (en), Chemagamba High School et Nemakonde High School (en), ainsi que le lycée privé Lomagundi College (en).
Chinhoyi abrite l'hôpital provincial de Chinhoyi, le plus grand et le plus moderne des hôpitaux de la province de Mashonaland occidental. Parmi les hôtels de la ville, on trouve le Chinhoyi Hotel dans le centre, le Orange Grove Motel à environ 1 km au nord-ouest sur la route de Karoi et le Caves Motel, situé à 8 km au nord-ouest à côté des grottes de Chinhoyi (en). Les attractions touristiques de Chinhoyi comprennent les grottes de Chinhoyi dans le Chinhoyi Caves National Park.

## Histoire
La ville est créée sous le nom de Sinoia en 1906, dans le cadre d'un programme de colonisation collective mis en place par un riche italien, le lieutenant Margherito Guidotti. Il encourage dix familles italiennes à s'y installer. La Guerre du Bush de Rhodésie du Sud (guerre de libération) démarre dans cette ville, dans la zone occupée par l'hôpital provincial de Chinhoyi. Le nom Sinoia dérive de Tjinoyi – un chef Lozwi/Rozwi qui aurait été un fils de Lukuluba (corrompu en Mukuruva par les Shonas) –  qui était le troisième fils de l'empereur Netjasike. Le nom kalanga est changé en Sinoia par les colons blancs, et plus tard en Chinhoyi par les Zezuru.

## Transport
Les transports à destination et en provenance de Chinhoyi se font principalement par la route. Des services de bus relient Chinhoyi à Harare, Karoi, Kariba, Mhangura (en), Bulawayo et à de plus petits villages du district. Chinhoyi se trouve sur un embranchement ferroviaire de Harare, qui se termine à Lion's Den (en). Il y a des trains de passagers réguliers. Des taxis circulent dans la ville. Il existe également un service de bus local. Il existe un petit aérodrome pour avions privés, appelé Chinhoyi Airstrip, situé à environ 16 km au sud-est du quartier des affaires.

## Économie
L'économie de Chinhoyi est une économie tertiaire, principalement basée sur les services. Elle comprend le commerce de détail, les services financiers, le commerce de gros et les services du gouvernement provincial, la ville étant la capitale provinciale. L'éducation et le secteur de la construction influencent l'économie de la ville. La présence de l'université de technologie de Chinhoyi et la construction de nouveaux logements contribuent à l'économie de la ville. Elle fournit également de nombreux services aux petites villes environnantes telles que Banket, Kasimure, Mutorashanga, ainsi qu'à l'ensemble du district de Makonde.

### Finances
Trois banques de dépôt, la First Capital Bank Zimbabwe Limited (en), la ZB Bank Limited (en), parfois appelée Zimbank, et la CBZ Bank Limited (en) possèdent des succursales à Chinhoyi. Il existe également des agents de BancABC, NMB Bank, NBS Bank, CABS, AgriBank (en) et Steward Bank (en).

## Sites touristiques

### Grottes de Chinhoyi
Il s'agit d'un groupe de grottes de calcaire et de dolomie situées à environ 9 km au nord-ouest de Chinhoyi, le long de l'autoroute A-1. La grotte principale contient un bassin d'eau bleu cobalt, populairement appelé Sleeping Pool (« bassin de sommeil ») ou Chirorodziva (« bassin de la chute »). Ces grottes sont protégées au sein d'un parc national géré par la Zimbabwe Parks & Wildlife Management Authority. Ces grottes calcaires ont été décrites pour la première fois aux Européens par Frederick Courtney Selous en 1887, mais ces grottes occupent une place importante dans la religion traditionnelle africaine, étant elles-mêmes un site pour la danse de la pluie, entouré d'une forêt sacrée, dont les arbres ne pouvaient pas être abattus.